# 鍾建民
鍾建民（Chung Kin Man，1954年11月10日—），是香港攀山家。

## 生平
1997年攀上歐洲高峰埃拔爾峰。2003年5月，登上珠穆朗瑪峰。鍾建民也是首位香港華人登上七大洲最高峰，及以滑雪到過南北2極的登山運動員。鍾建民於九龍黃大仙區鑽石山長大。他於六十至七十年代經親戚介紹，到比利時做黑市勞工，並在當地申請第三世界國家助學金。以讀書為名學習當地的攀山技術。同時在當地的餐館當侍應。直至1978年攀上法國最高的山峰白朗峰。之後更成功攀上北美洲的麥肯尼峰和非洲的馬紮羅峰。鍾建民於1985年返回香港，在油麻地上海街開設第一間攀山用品店。他目前已婚，育有兩名女兒。

## 登山歷程
鍾建民曾四度嘗試登上聖母峰但未成功。鍾建民於2003年5月登上聖母峰，成為首位登上七大洲最高峰的運動員。

## 外部連線
- 鍾建民 兩極．冰峰．情話 （页面存档备份，存于）
- 征服七大洲最高峰兩極 香港鍾建民創紀錄 （页面存档备份，存于）